# Kaibing
Kaibing là một đô thị thuộc huyện Hartberg thuộc bang Steiermark, nước Áo. Đô thị Kaibing có diện tích 2,8 km², dân số thời điểm cuối năm 2005 là 372 người.